# 白穴美体鳗
白穴美体鳗（学名：Ariosoma shiroanago）也称銀錐體糯鰻、細錐體糯鰻、大錐體康吉鰻、大美體鰻、白穴奇鰻、细美体鳗，是鳗鲡科美体鳗属的一种，由Hirotoshi Asano於1958年描述，最初屬於Alloconger屬，分布於西北太平洋日本、朝鲜半岛和中国沿岸海域。體長可達40公分，棲息在大陸棚、大陸坡沙底質海域，為底棲性魚類，屬肉食性，生活習性不明。